# Landesregierung Weingartner I
Die Landesregierung Weingartner I bildet die Tiroler Landesregierung in der XI. Gesetzgebungsperiode unter Landeshauptmann Wendelin Weingartner von der Angelobung Weingartners als Landeshauptmann am 24. September 1993 bis zur Wahl der Nachfolgeregierung Weingartner II am 5. April 1994.
Nach dem Rücktritt von Landeshauptmann Alois Partl am 23. September 1993 übernahm der bisherige Landesrat Weingartner das Amt des Landeshauptmanns. In seiner Funktion als Landesrat folgte ihm Konrad Streiter nach. Während der Amtsperiode der Regierung Weingartner I kam es zu keiner personellen Veränderung.

## Regierungsmitglieder
| Amt                               | Name                 | Partei | Geschäftsfelder am Ende der Legislaturperiode |
| --------------------------------- | -------------------- | ------ | --------------------------------------------- |
| Landeshauptmann                   | Wendelin Weingartner | ÖVP    |                                               |
| 1. Landeshauptmann-Stellvertreter | Helmut Mader         | ÖVP    |                                               |
| 2. Landeshauptmann-Stellvertreter | Hans Tanzer          | SPÖ    |                                               |
| Landesrat                         | Fritz Astl           | ÖVP    |                                               |
| Landesrat                         | Ferdinand Eberle     | ÖVP    |                                               |
| Landesrat                         | Konrad Streiter      | ÖVP    |                                               |
| Landesrat                         | Walter Hengl         | SPÖ    |                                               |
| Landesrat                         | Johannes Lugger      | FPÖ    |                                               |